# مايكل بارانتيس
مايكل بارانتيس روخاس ( بالإنجليزية : Michael Barrantes Rojas ) لاعب كرة قدم كوستاريكي، يلعب بالدوري النرويجي في نادي أوليسوند ، كما يلعب في منتخب كوستاريكا لكرة القدم المشارك في بطولة كأس العالم 2014 المقامة في البرازيل .

## روابط خارجية
- مايكل بارانتيس على موقع الاتحاد الدولي (مؤرشف)  (الإنجليزية)
- مايكل بارانتيس على موقع الاتحاد الأوربي (الإنجليزية)
- مايكل بارانتيس على موقع قاعدة بيانات كرة القدم.إي يو (الإنجليزية)
- مايكل بارانتيس على موقع ناشيونال فوتبول تيمز (الإنجليزية)
- مايكل بارانتيس على موقع Soccerway.com (الإنجليزية)
- مايكل بارانتيس على موقع عالم كرة القدم.نت (الإنجليزية)
- مايكل بارانتيس على موقع AS.com (الإسبانية)